# 大倭神社
大倭神社（おおやまとじんじゃ）は、埼玉県さいたま市西区の神社。

## 歴史
景行天皇の御代（71年 - 130年）に創建されたと伝えられる。日本武尊が東征の途上、当地において素盞嗚尊を祀ったのが起源という。
「吉祥院」が別当寺であった。吉祥院は修験道本山派の寺院であったが、明治初期の神仏分離により、廃寺に追い込まれ、吉祥院の僧侶は還俗して当社の神職となった。
1873年（明治6年）、近代社格制度に基づく「村社」に列せられ、1907年（明治40年）の神社合祀により、周辺の17社が合祀された。1910年（明治43年）に「氷川神社」から「大倭神社」に改称した。

## 交通アクセス
- 西大宮駅より徒歩23分。